# Società Sportiva Rugby Reggio Calabria
La Società Sportiva Rugby Reggio Calabria fu un club di rugby a 15 italiano di Reggio Calabria.
È rimasta nota come Caronte Reggio Calabria per via del proprio sponsor.
Fu attiva nel corso degli anni sessanta e settanta; promossa in massima serie nel 1976, ivi disputò tre campionati consecutivi, dal 1976-77 al 1978-79.
Fu sponsorizzata dall'armatore Amedeo Matacena, fondatore della Caronte & Tourist, principale società di traghettamento dello stretto di Messina.
Nell'anno 2013/14 è rinata la Rugby Reggio militando nel campionato nazionale di serie B per poi spegnersi qualche anno dopo, nel 2024 rinasce col nome di C.A.S Rugby Reggio iscritta al campionato di Serie C sotto la guida del mister Rosario Poma

## Storia

1974: giocatori del Rugby Reggio e degli Springbok U20; il 4° in piedi da sinistra è Nick Mallett.

La società nacque nel febbraio 1965 con la denominazione All Blacks Rugby Reggio; primo presidente fu Bruno Pisano e il primo terreno di gioco era il campo del dopolavoro ferroviario del quartiere reggino di Calamizzi.
Nel 1967 la squadra centrò la promozione in Serie C.
L'anno seguente la società mutò denominazione in "Rugby Reggio" e presidente divenne l'avvocato Adornato; la squadra perse lo spareggio per la promozione in Serie B contro l'Algida Roma (27-3 il risultato).
La squadra interruppe l'attività fino al 1971, anno in cui tornò a disputare la Serie D, centrando immediatamente la promozione in C. Nel 1973, con il presidente Giuseppe Schirinzi, la squadra ottenne la promozione in B; il primo campionato di B venne concluso al quinto posto su otto squadre.
Nel dicembre 1974 il Rugby Reggio disputò il primo incontro internazionale: un'amichevole contro la nazionale universitaria sudafricana (disputò l'incontro anche Nick Mallett, futuro giocatore e allenatore professionista), disputata sul proprio terreno di gioco, lo stadio Comunale.
Nel 1975-76 la squadra, il cui presidente era Umberto Botti, vinse il campionato di serie B, centrando la promozione in Serie A 1976-77.
Il primo campionato di serie A vide il Rugby Reggio concludere all'ottavo posto, confermandosi nella categoria anche nella stagione seguente (chiusa al decimo posto).
La stagione 1978-79 fu però negativa: la squadra vinse solo due incontri e al termine della stagione retrocesse.
Il Rugby Reggio fu la prima società sportiva di Reggio Calabria ad aver raggiunto la massima divisione nazionale in una competizione sportiva a squadre.